# Cemitério da Paz
Cemitério da Paz é uma necrópole localizada na rua Doutor Luís Migliano nº 644, na cidade de São Paulo, Brasil. 

## História
Foi inaugurado em 1965, sendo o primeiro cemitério jardim do Brasil, conhecido como "Cemitério dos Protestantes", mas mantém um caráter ecumênico e um tratamento igualitário aos seus associados.
O espaço foi criado devido à morte do jurista e professor alemão da Faculdade de Direito do Largo São Francisco Julius Frank, em 19 de junho de 1841. Por ser luterano, Frank não pode ser sepultado nos cemitérios existentes à época, e foi sepultado no pátio da Faculdade de Direito de São Paulo, e assim foi criada a Associação Cemitério dos Protestantes, que é a gestora do Cemitério da Paz e de outros cemitérios ecumênicos.
Entre outras pessoas, nele está enterrado o jogador de futebol Leônidas da Silva, o Diamante Negro.

## Personalidades sepultadas
- Paulo Freire, pedagogo e pensador brasileiro
- Adoniran Barbosa, compositor, cantor, humorista e ator
- Milton Santos, geógrafo e visionário.
- Ney Galvão, estilista.
- Jânio Quadros, 22º presidente do Brasil
- Eva Wilma, atriz e bailarina brasileira
- Carlos Zara, engenheiro, ator e diretor brasileiro
- Marcelo Fromer, músico e guitarrista (Titãs)
- Leônidas da Silva, o Diamante Negro, futebolista
- Arrelia, ator, humoristra e palhaço
- Wilson Fittipaldi, piloto, empresário e radialista
- Mãe Dinah, terapeuta holística e sensitiva (vidente)
- Otávio Frias Filho - diretor do jornal Folha de S.Paulo.
- Thales Pan Chacon, ator e bailarino